# タンジェ＝カサブランカ高速鉄道
タンジェ＝カサブランカ高速鉄道(LGVモロッコ)は、モロッコの高速鉄道である。2018年11月15日に開業したアフリカ初の高速鉄道である。ムハンマド6世からアル・ブラクと名付けられた。一般営業運転は同年11月26日からだった。

## 概要
カサブランカからケニトラを経てタンジェまでを結ぶこの高速鉄道新線は、モロッコ国鉄 (ONCF) が2005年に立案した、20年以上をかけてモロッコ各地に1500kmもの高速鉄道網をはりめぐらせようという野心的な計画の一部分である。タンジェとケニトラとの高速新線計画の第一の目的は、モロッコの海沿いで2つの中心地をなす大西洋岸のカサ・ヴォヤジャー駅と、地中海岸のタンジェMED港 (およびその周辺のビジネスゾーン) を結ぶことである。
タンジェとカサブランカ間の高速新線の総延長は350kmであり、大西洋岸に沿っている。第1期区間はタンジェとケニトラ間の200kmであり、2017年2月に試運転が開始された。旅客営業開始は2015年12月を予定されていたものの最終的には2018年11月26日の開業となった。モロッコ有数の都市であるタンジェとカサブランカ間の所要時間は約5時間だっものの、高速鉄道が開業したことにより、所要時間が半分以下の2時間10分となった。
ケニトラとカサブランカとの間は在来線 (標準軌間) に乗り入れる。ケニトラ以南は当初は、アルストムが提供する高速車両にあっては220km/hが許容される。

2023年、ONCFは2029年までに第2期のケニトラとカサブランカ間の高速新線への置き換えを予定していると発表。実現すればこの区間も320km/hから350km/hで走行できるようにり、タンジェとカサブランカとの間が1時間35に短縮される。

## 沿革
2007年に、タンジェとケニトラ間の最初の高速鉄道に関する覚書に署名がされた。2010年には計画の最終契約が署名された。高速車両はアルストムからTGVを購入することになった。2011年には 初期設計と最終的なルートの評価され、9月29日に路盤が着工された。

## 車両
開業初期の5年間で急速に増加すると見られる輸送量に見合うように、2階建ての車両が選択された。
この路線のために製作される高速車両TGV 2N2は、モロッコの気候に適応しているほか、架線電圧が直流3000Vの在来線に乗り入れるために交流25kVとの2電源に対応している。潜在的な最高速度は350km/hである。

## 今後の計画
TGVMと呼ばれる高速鉄道でモロッコ各都市を結ぶ計画は、カサブランカとウジダとの間を結ぶマグリブ線と、タンジェからカサブランカとマラケシュを経てアガディールの間を4時間以内で結ぶモロッコ大西洋線との2つの路線で構成される

### マラケシュまでの延伸計画
ONCFは2029年までに高速鉄道をカサブランカからムハンマド5世国際空港を経由しマラケシュまでの延伸すると発表。計画によると営業速度320km/hで走行し、タンジェとマラケシュ間の所要時間を3時間以内まで短縮する予定である。

### アガディールへの延伸計画
2019年11月6日、緑の行進44周年記念日での演説でモロッコ国王は、マラケシュとアガディール間の230kmを高速鉄道で結ぶ公約を発表。
2022年3月にはONCFが国家鉄道公団に設計を受注。2023年8月には中国国家鉄路集団の子会社による地形・地質調査が始まった

## 他国への延伸構想
ジブラルタル海峡に海底トンネルを設け、アフリカとヨーロッパとを鉄道で連結し、高速鉄道でモロッコのラバトからスペインのマドリードまでを4時間で、ラバトからフランスのパリまでは8時間で結ぼうという基礎的な研究がなされている。当初はスペイン側はタンジェからアルヘシラス、アンテケラ、マドリードを結ぶ路線が考えられていたが、カディスとセビリアとの間に150kmの高速鉄道を敷き、マドリードとセビリアとの間は、1992年の万博にあわせて作られたスペイン最初の高速鉄道を代わりに用いる案が有力である。

また、将来はマグリブ諸国の2つの大都市であるカサブランカとアルジェを4時間で結び、さらにはチュニスやトリポリまでをも結ぶ構想もある。

## 参考
- fr:LGV Tanger-Casablanca の 2012年4月19日 02:09 の版